# Isokaze (1940)
El Isokaze (磯風 viento costero?) fue el decimosegundo destructor de la Clase Kagerō. Sirvió en la Armada Imperial Japonesa durante la Segunda Guerra Mundial. 

## Historia
El 7 de abril de 1945, formando parte de la escolta de 8 destructores del acorazado Yamato durante la Operación Ten-Gō, se vio envuelto en el ataque aéreo de la Task Force 58 cuyo objetivo era hundir al Yamato. Quedó inutilizado en el agua, sin dirección, y con 20 marinos muertos a causa del ataque. Ante la imposibilidad de devolver la nave a puerto, fue hundido por los propios japoneses para evitar su captura en la posición (30°27′40″N 128°55′12″E / 30.461, 128.92).